# Phylloxylon deciphens
Phylloxylon deciphens är en ärtväxtart som beskrevs av Henri Ernest Baillon. Phylloxylon deciphens ingår i släktet Phylloxylon och familjen ärtväxter. Inga underarter finns listade i Catalogue of Life.